# John Dobson
John L. Dobson (Pechino, 14 settembre 1915 – Burbank, 15 gennaio 2014) è stato un astrofilo e divulgatore scientifico statunitense.
È noto principalmente per l'invenzione di un telescopio riflettore newtoniano di grande apertura, basso costo e facilmente trasportabile, universalmente noto come telescopio dobsoniano.
Questo design è considerato innovativo in quanto ha permesso agli astronomi dilettanti di costruire e utilizzare telescopi dotati di grandi diametri minimizzando i costi e ottimizzando la trasportabilità.
Meno conosciuta è invece la sua attività di promotore di una presa di coscienza popolare dell'astronomia (nonché le sue visioni poco ortodosse riguardo alla cosmologia) attraverso lezioni pubbliche, comprendenti le sue performance di "astronomia da marciapiede".
Dobson è anche il fondatore di un gruppo di astrofili, i San Francisco Sidewalk Astronomers.

## Biografia
John Dobson nacque a Pechino (Cina) il 14 settembre 1915.
Suo nonno materno fondò l'Università di Pechino, sua madre era Mattiwilda Dobbs, una cantante lirica e suo padre era docente di zoologia all'università.
Lui e i suoi genitori si trasferirono a San Francisco (California) nel 1927.
Suo padre accettò una cattedra al Lowell High School e vi insegnò fino al 1950.
Dobson passò 23 anni della sua vita in un monastero, dopo i quali divenne un instancabile divulgatore di astronomia e delle sue teorie cosmologiche.

### Vita al Monastero
Da ragazzo, Dobson era un ateo "integralista"; col passare del tempo egli acquisì interesse nell'universo e il suo funzionamento. Si laureò in Chimica a Berkley nel 1943, lavorando presso il laboratorio di Ernest O. Lawrence. Nel 1944 assistette a una conferenza di un Vendant Swami, il quale gli "svelò un mondo che lui non aveva mai visto". Lo stesso anno Dobson si unì al monastero "Vedanta society" a San Francisco, diventando un monaco dell'ordine Ramakrishna. "Una delle responsabilità di John al monastero era riconciliare l'astronomia con gli insegnamenti vedanta. Questo lavoro lo portò a costruire telescopi, portandoli in giro nei pressi del monastero affascinando il vicinato che era solito riunirsi attorno a lui."
L'interesse di Dobson nella costruzione dei telescopi era in parte per capire meglio l'universo e in parte per ispirare negli altri la curiosità per il cosmo. Per questo scopo era solito quindi offrire assistenza e spiegazioni riguardo al suo lavoro al di fuori del monastero. Tuttavia la costruzione di telescopi non faceva parte delle sue attività richieste al monastero, quindi la maggior parte dei suoi appunti era scritto in codice per attirar meno l'attenzione. Per esempio usava riferirsi al telescopio come a un "geranio", che è un fiore. Un geranio impiantato era un telescopio e la relativa rocker box, mentre un geranio in fiore era un telescopio il cui specchio non era alluminato.
Alla fine fu chiesto a John Dobson di scegliere fra la costruzione di telescopi e la permanenza nell'ordine. Decise di smettere di costruire telescopi ma nel 1967, in seguito alle accuse di un altro monaco che aveva fatto rapporto al maestro swami, Dobson fu espulso; tuttavia egli ritiene che la vera ragione dell'espulsione fosse l'incomprensione di alcuni suoi appunti sulla contraddizione fra scienza e vedanta, letti dal maestro swami come un rifiuto della dottrina da parte di Dobson.

### Astronomia amatoriale
Lasciato l'ordine nel 1967, Dobson divenne cofondatore della "San Francisco Sidewalk Astronomers", un'organizzazione di astrofili che ambisce a rendere popolare l'astronomia "per strada", assieme a Bruce Smas e Jeffrey Roloff. Bruce costruì un grande telescopio, ma poiché aveva solo dodici anni non poteva iscriversi al gruppo astrofili locale: fu così creata la San Francisco Sidewalk Astronomers. In questo periodo la sua idea minimalista di telescopio, oggi noto come telescopio dobsoniano, divenne famosa grazie alle sue spiegazioni sul come costruirsi un telescopio.
In seguito gli fu richiesto di tenere una conferenza presso la Vedanta Society della California del Sud, a Hollywood, e iniziò così la sua consuetudine di passarvi due mesi all'anno a insegnare cosmologia; trascorse il resto dell'anno viaggiando come invitato d'onore alle società astronomiche, alle quali illustrava le sue teorie sulla costruzione di telescopi, sull'astronomia da marciapiede e sulla cosmologia. Nel 2004 il Crater Lake Institute premiò Dobson col Riconoscimento Annuale per l'eccellenza nel Servizio pubblico per aver introdotto l'astronomia da marciapiede nei parchi nazionali "dove le menti curiose e i cieli scuri si uniscono". Nel 2005 lo Smithsonian Magazine inserì John Dobson nella lista delle 35 persone che più hanno fatto la differenza durante il periodo di vita della rivista.

## Divulgazione Astronomica

### Il telescopio dobsoniano
John Dobson è conosciuto principalmente per aver inventato e promosso un particolare tipo di telescopio riflettore di grande apertura, poco costoso e facilmente trasportabile, il "Dobson". Il design è molto semplice: un telescopio newtoniano montato su una montatura altazimutale a basso costo, il tutto costruito con materiali da recupero come pvc, formica, tubi da costruzione e vetro recuperato dagli oblò. Questo tipo di montatura altazimutale semplificata è solitamente riconosciuta come montatura dobsoniana.
Il nome di questa configurazione è dedicata a Dobson poiché si ritiene che egli sia stato il primo ad aver unito le varie tecniche "low cost" in un unico telescopio, anche se altri prima di lui si erano costruiti piccoli riflettori partendo da materiali di riciclo. John Dobson fu riluttante ad attribuirsi questo merito, e afferma di aver costruito quel tipo di telescopio non in cerca di fama ma perché era tutto ciò che gli serviva e che era "troppo imbranato per costruire un telescopio più sofisticato". Proprio per la sua semplicità, il telescopio dobsoniano è oggi molto diffuso, soprattutto per i grandi diametri.

### Astronomia da marciapiede
John Dobson fu cofondatore della San Francisco Sidewalk Astronomers, assieme a Bruce Smas e Jeffrey Roloff, con cui costruì vari modelli telescopi facili da usare, tra cui un 24" costruito con una spesa di circa 300$. Più che avere incontri regolari, l'organizzazione  nei pomeriggi di ciel sereno si offriva di mostrare e spiegare coi propri telescopi il cielo notturno ai passanti. Nel 1969 La Sidewalk Astronomers fu invitata all'incontro di Riverside per costruttori di telescopi. Il suo 24" dobsoniano era innovativo e non convenzionale, poiché a quella riunione la maggior parte degli altri telescopi era di piccoli diametri, su montature equatoriali e studiati per l'astrofotografia più che per la visione diretta.
Con non poche controversie, il telescopio dobsoniano vinse il primo premio per l'ottica e il secondo premio per la meccanica, a dispetto della complessità meccanica delle montature equatoriali dei concorrenti. La Sidewalk Astronomers divenne quindi un'organizzazione rinomata, riconosciuta per aver portato l'astronomia al grande pubblico grazie alla sua "astronomia da marciapiede". L'attuale organizzazione ha membri in tutto il mondo e continua a divulgare il cielo con osservazioni pubbliche, portando i telescopi in giro per le città. I membri organizzano spesso serate nei parchi nazionali, facendo divulgazione scientifica, spiegando l'universo e lasciando osservare i curiosi attraverso i loro telescopi.

### La cosmologia secondo Dobson
Dobson sfruttava le serate pubbliche presso le società astronomiche anche per divulgare le sue teorie cosmologiche non convenzionali, sostenendo che il modello del big bang non resiste a un esame minuzioso. Dobson paragonava il modello del big bang a un "fudge senza nocciole". In "Le equazioni dei Maya", Dobson scrisse: "I cosmologi del Big Bang pretendono di tirar fuori l'universo dal nulla; è come chiederci di credere che il niente crea il tutto dal niente, ma non è quanto si evince dalla nostra fisica". Sosteneva che questo modello è antiquato quanto il sistema tolemaico.
Affermava inoltre l'inconsistenza della teoria sulla materia oscura, che non può essere spiegata senza ricorrere a teorie ancor più complicate, scomode e insopportabili. Dobson riteneva che i fisici avessero inventato la cosiddetta teoria della materia oscura solo per farla combaciare col big bang. Egli criticava inoltre il sistema educativo in cui i giovani scienziati sono indottrinati a suon di big bang, senza presentare i problemi che lo riguardano; incoraggiava quindi la gente a esser critica e a pensar di testa propria.
Dobson sosteneva invece un "modello stazionario riciclante" dell'universo, basato sulle dichiarazioni di Einstein nella relatività speciale riguardo a come l'energia sia interscambiabile con la materia, sul principio di indeterminazione di Heisenberg e su quello di esclusione di Pauli. Sosteneva che in generale i cosmologi hanno trascurato ciò che accade ai confini dell'universo, e affermava che sappiamo molto circa la quantità di moto delle particelle ai confini dell'universo, e quindi, secondo il principio di indeterminazione di Heisenberg, se la nostra incertezza sulla quantità di moto tende a zero, la nostra incertezza dove si trovino le particelle tende a infinito. 
Dobson affermava inoltre che, sebbene la materia nell'Universo sia in continua espansione, essa si ricicla nel tempo in maniera comparabile al "quantum tunneling". L'entropia pertanto rimane costante, poiché gli atomi ricostituiscono il proprio ordine quando si riciclano. Nel suo  "Origini" Dobson spiega la creazione della vita: "In un universo creato dal Big Bang, in principio estremamente caldo, la discussione sull'origine della vita è senz'altro appropriata, poiché essa non sarebbe potuta esistere sin dall'inizio. Ma per un modello stazionario è vero l'opposto". Dobson inoltre evidenzava un paradosso tra le teorie di Pasteur  e quelle di  Darwin: "Pasteur pensava di aver mostrato che la vita non nasce dalla materia inanimata, ma solo da precedenti forme di vita. Darwin sembra aver dimostrato l'opposto, sostenendo che la vita possa esser nata da "una tiepida piscina"".

### Pubblicazioni di Dobson
Nel 1991 Dobson pubblicò "How and why to make a user friendly sidewalk telescope" edito da Norman Sperling. Questo libro rese popolare la montatura dobsoniana, trattandone i "perché" e i "come" e descrivendo la filosofia di Dobson per un accesso popolare all'astronomia e un giusto apprezzamento dell'Universo. 
Pubblicò nel 2004 "Beyond space and time" e nel 2008 "The moon is new".

## Riconoscimenti
Gli è stato dedicato un asteroide, 18024 Dobson .